# Hiyya al-Daudi
Hiyya al-Daudi (Babilonia, ? - Castilla, 1154) (en hebreo: חייא אלדאודי), poeta judío de Andalucía. Hiyya al-Daudi era tataranieto de Ezequías Gaón. Al parecer llegó desde Babilonia a España, según el historiador Abraham Zacuto. Se destacó como rabino, y además fue poeta litúrgico y, según algunas fuentes, consejero del monarca Alfonso I de Portugal. Dos de sus piyutim (poemas) fueron recogidos por el erudito judío italiano Samuel David Luzzatto en su obra "Betulat bat Yehudah". 